# جامع نور عثمانية
جامع نور عثمانية (بالتركية الحديثة: Nuruosmaniye Camii) هو مسجد عثماني، يقع في حي تشنبرلي طاش ببلدية الفاتح، على التلة الثانية من تلال إسطنبول السبعة، وهو مبني من الرخام وله مئذنتان.

## موقع الجامع
يقع جامع نور عثمانية قرب مدخل السوق الكبير (بيوك تشارشي)، كما يجاوره كل من عمود قسطنطين وجامع عتيق علي باشا.

## تاريخ الجامع
بدأ بناء الجامع سنة 1748 م، بأمر من السلطان محمود الأول، وتم سنة 1755، في عهد أخيه وخليفته السلطان عثمان الثالث، فسمي باسمه نسبة إليه.

## أعلام
- شاه سوار سلطان